# Parc Nacional de Hortobágy
El Parc Nacional d'Hortobágy (Hortobágyi Nemzeti Park) és el més gran dels parcs nacionals d'Hongria. Va ser creat l'1 de gener de 1973, sobre una superfície de 52.000 hectàrees, i després gradualment ampliat. Ara la seva extensió és de 82.000 hectàrees. El parc es va inscriure a partir de 1999 a la llista del Patrimoni de la Humanitat.